# La suegra (telenovela)
La suegra (en inglés: The Mother In Law) es una telenovela colombiana producida por Sony Pictures Televisión para Caracol Televisión en 2014. 
Está protagonizada por Jackeline Arenal y Danilo Santos, coprotagonizada por Andrés Parra, Cristhian Tappan, Paula Barreto, Isabel Cristina Estrada, Mario Espitia y Eileen Roca, y las participaciones antagónicas de Laura Perico, María Cecilia Botero y Alberto Saavedra.

## Trama
Victoria Maldonado (Jacqueline Arenal) decide volver a Colombia a rehacer su vida, después de un gran fracaso en los Estados Unidos. Pensando en reencontrarse con el amor de su vida, su empresa y sus seres queridos, la vida la sorprende con una amarga sorpresa: sus hijos quebraron el negocio familiar. 
Por esto ella decide irse a vivir con sus 3 hijos: Marcela (Paula Barreto), Bernardo (Christian Tappan) y Juan k (Mario Espitia) y sus 2 nueras:  Margarita (Isabel Cristina Estrada) ,Carolina (Laura Perico) y su yerno: René (Andrés Parra). Bajo sus normas y reglas, haciéndoles vender sus casas, apartamentos, carros y entregándole todas sus tarjetas de crédito, haciéndoles creer que con este esfuerzo ella pondrá la plata para recuperar la empresa, lo que no saben es que Victoria (Jacqueline Arenal) está en la quiebra, y no tiene nada de dinero.
Durante la historia aprenderán a ser una familia unida y amorosa y sobre todo aprenderán que las suegras no son tan malas como parecen.

## Reparto
- Jackeline Arenal — Victoria Maldonado vda. de Burgos
- Danilo Santos — Carlos Enrique Amador Guzmán
- Paula Barreto — Marcela Burgos Maldonado de Higuera
- Andrés Parra — René Higuera del Castillo
- Isabel Cristina Estrada — Margarita Valencia de Burgos
- Cristhian Tappan — Bernardo Burgos Maldonado
- Eileen Roca — Yamile Amador
- Mario Espitia — Juan Carlos Burgos Maldonado  "JuanK"
- Alejandra Chamorro — Azucena Contreras
- Sebastián Vega —  Luis Guillermo Burgos Valencia
- Laura Perico — Carolina López de Burgos
- Tiberio Cruz — Roberto Contreras
- Ana María Arango — Prudencia Guzmán Vda. de Amador
- María Cecilia Botero — Beatriz Eugenia Espitia
- Alberto Saavedra — Emilio de Jesús Contreras Pataquiva
- Adriana Osorio — Myriam
- Fernando Arango — Gerardo
- Fernando Lara — Albeiro
- Juan Pablo Gamboa — Dr. Domínguez
- Samara de Córdova — Magdalena
- Gabriel Vanegas — "El Cura"
- Norma Nivia — Camila
- Belky Arizala — Renata
- Carlos Buelvas
- Fiona Horsey
- Diana Isabel Acevedo

## Premios y nominaciones

### Premios Saturn
| Año  | Categoría              | Nominado       | Resultado |
| ---- | ---------------------- | -------------- | --------- |
| 2014 | Mejor actor de reparto | Sebastián Vega | Nominado  |

### Premios TVyNovelas (Colombia)
| Año  | Categoría                              | Nominado                                                        | Resultado |
| ---- | -------------------------------------- | --------------------------------------------------------------- | --------- |
| 2015 | Mejor telenovela                       | Verónica Pimstein, Ana Carolina Chávez y Juan Carlos Villamizar | Nominados |
| 2015 | Mejor actriz protagónica de telenovela | Jackeline Arenal                                                | Nominada  |
| 2015 | Mejor actor protagónico de telenovela  | Cristhian Tappan                                                | Nominado  |
| 2015 | Mejor actriz antagónica de telenovela  | Isabel Cristina Estrada                                         | Nominada  |
| 2015 | Mejor actriz antagónica de telenovela  | María Cecilia Botero                                            | Nominada  |
| 2015 | Mejor actriz de reparto de telenovela  | Eileen Roca                                                     | Nominada  |
| 2015 | Mejor actor de reparto de telenovela   | Sebastián Vega                                                  | Nominado  |

### Premios Talento Caracol
| Año  | Categoría               | Nominado                                              | Resultado |
| ---- | ----------------------- | ----------------------------------------------------- | --------- |
| 2015 | Mejor Actor de Reparto  | Andrés Parra                                          | Ganador   |
| 2015 | Mejor actriz antagónica | María Cecilia Botero                                  | Nominada  |
| 2015 | Mejor actriz antagónica | Laura Perico                                          | Nominada  |
| 2015 | Mejor actor antagónico  | Alberto Saavedra                                      | Nominado  |
| 2015 | Mejor Beso              | Victoria (Jackeline Arenal) y Caliche (Danilo Santos) | Nominados |